# Конрад I фон Кверфурт
Конрад I фон Кверфурт (на немски: Konrad I von Querfurt; * ок. 1160; † 2 декември 1202) е важен църковен княз от 12 век. Той е епископ на Хилдесхайм (1194 – 1202) и на Вюрцбург (1201 – 1202), и канцлер на два римско-немски крале (1194 – 1201).

## Биография
Той произлиза от фамилията на бургграфовете на Магдебург от фамилията на графовете Кверфурти на фамилията Мансфелд. Син е на Бурхард II фон Кверфурт († 1178), бургграф на Магдебург, и съпругата му Матилда фон Глайхен († сл. 1200). Роднина е на Конрад фон Кверфурт, архиепископ на Магдебург († 1142), чичо е на Рупрехт I фон Кверфурт, архиепископ на Магдебург († 1266), и на Зигфрид II фон Кверфурт, епископ на Хилдесхайм (1279 – 1310).
Конрад като домпропробст в Хилдесхайм следва в Париж, където се запознава с Лотар фон Сегни, по-късният папа Инокентий III. През 1182 г. получава служба в Магдебург. През 1188 г. става императорски каплан и пропст на Св. Симон и Юда в Гослар на император Фридрих I, 1190 г. е пропст в Магдебург, 1194 г. също пропст в Аахен. През 1194 г. става епископ на Хилдесхайм и имперски канцлер за Италия на император Хайнрих VI. През 1196/1197 г. в Италия е ръкоположен за епископ. Участва в подготовката на Третия кръстоносен поход през 1197 г. По пътя за Светите земи по нареждане на императора в Никозия коронова Амалрих II дьо Лузинян за крал на Кипър. През 1196 г. императорът го прави генерал-легат за Апулия, Италия и Сицилия. Още на 5 март 1198 г. участва в основаването на Немския орден в Акра. Връща се обратно, понеже е избран за епископ на Вюрцбург. Това води до конфликт с папа Инокентий III и е отлъчен от църквата.
През март 1200 г. Конрад отива в Рим. Накрая папата го признава през лятото 1201 г. за епископ на Вюрцбург. През есента 1202 г. Конрад се оттегля от Филип Швабски и загубва поста си канцлер.
Преди кралят да тръгне на поход против Вюрцбург, Конрад I е убит на 2 декември 1202 г., когато е на път за катедралата на Вюрцбург, от манастирския министериал Бодо фон Равенсбург. Крал Филип не е виновен за убийството. Конрад е погребан в катедралната крипта. На мястото на убийството му е издигнат светлилен стълб.
През 1200 г. Конрад основава град Карлщат на Майн. По негово нареждане поетът Петрус да Ебуло пише Liber ad honorem Augusti sive de rebus Siculis.